# رنا دوتا
رنا دوتا (15 مايو 1989 في الهند - ) هو لاعب كريكت هندي.

## وصلات خارجية
- رنا دوتا على موقع إي آس بي آن كريك إنفو (الإنجليزية)